# Бонмазон
Бонмазо́н (фр. Bonnemazon, окс. Bonamason) — коммуна во Франции, находится в регионе Юг — Пиренеи. Департамент — Верхние Пиренеи. Входит в состав кантона Ланнемезан. Округ коммуны — Баньер-де-Бигор.
Код INSEE коммуны — 65096.

## География
Коммуна расположена приблизительно в 660 км к югу от Парижа, в 110 км юго-западнее Тулузы, в 22 км к юго-востоку от Тарба.
По территории коммуны протекает река Аррос.

## Климат
Климат умеренно-океанический с солнечной тёплой погодой и обильными осадками на протяжении практически всего года.

## Население
Население коммуны на 2010 год составляло 83 человека.
| 1962 | 1968 | 1975 | 1982 | 1990 | 1999 | 2010 |
| ---- | ---- | ---- | ---- | ---- | ---- | ---- |
| 115  | 111  | 95   | 98   | 82   | 73   | 83   |

## Администрация
| Период | Период | Фамилия       | Партия | Примечания |
| ------ | ------ | ------------- | ------ | ---------- |
| 2001   | 2020   | Жан-Марк Беге |        |            |

## Экономика
В 2010 году среди 52 человек трудоспособного возраста (15-64 лет) 35 были экономически активными, 17 — неактивными (показатель активности — 67,3 %, в 1999 году было 80,5 %). Из 35 активных жителей работали 33 человека (20 мужчин и 13 женщин), безработных было 2 (1 мужчина и 1 женщина). Среди 17 неактивных 2 человека были учениками или студентами, 12 — пенсионерами, 3 были неактивными по другим причинам.

## Достопримечательности
- Аббатство Эскаладьё (XII век). Исторический памятник с 1938 года[4]

## Фотогалерея
- Аббатство Эскаладьё
- Аббатство Эскаладьё
- Аббатство Эскаладьё
- Аббатство Эскаладьё
- Карта коммуны